# هرمون أجنبي
الهرمونات الأجنبية أو الهرمونات البيئية (بالإنجليزية: Xenohormone)‏ هي هرمونات تُنتج وتُصنع خارج جسم الإنسان والتي تظهر خصائص شبيهة بهرمون الغدد الصماء. قد تكون إما من أصل طبيعي، مثل الإستروجين النباتي، المشتقة من النباتات، أو من أصل اصطناعي. هذه المركبات قادرة على تنشيط نفس مستقبلات الغدد الصماء مثل نظيراتها الطبيعية، وبالتالي فهي متورطة في كثير من الأحيان في اضطراب الغدد الصماء. أكثر أنواع الهرمونات شيوعًا هو الإستروجين الأجنبي، والتي تحاكي تأثيرات هرمون الإستروجين. تشمل الهرمونات الأجنبية أيضاً الأندروجينات الأجنبية (المنشطات الابتنائية الأندروجينية) والبروجستيرون الأجنبي. تستخدم الهرمونات الأجنبية لمجموعة متنوعة من الأغراض بما في ذلك وسائل منع الحمل والعلاجات الهرمونية، والزراعة. ومع ذلك، يمكن أن يؤدي التعرض لبعض الهرمونات الأجنبية في وقت مبكر من نمو الطفولة إلى مجموعة من مشاكل النمو بما في ذلك العقم ومضاعفات الغدة الدرقية والبلوغ المبكر. تم ربط التعرض للآخرين في وقت لاحق من الحياة بزيادة مخاطر الإصابة بسرطان الخصية، وسرطان البروستاتا، وسرطان المبيض، وسرطان الرحم.

## اشتقاق المصطلح
المصطلح مشتق من الكلمات اليونانية (Xenos)، والتي تعني (غريب/ أجنبي). فتم إضافة البادئة "xeno-" لأن الهرمونات الأجنبية (Xenohormones) غريبة (أجنبية) على الجسم، على الرغم من أنها تحاكي الهرمونات الطبيعية.

## الإستخدامات
تم استخدام الهرمونات الأجنبية في مجموعة متنوعة من المنتجات الاستهلاكية والمنتجات الزراعية والمواد الكيميائية. تشمل المصادر الشائعة للهرمونات الأجنبية ما يلي:
- موانع الحمل والعلاجات الهرمونية

تستخدم الهرمونات الأجنبية والبروجستيرونات الأجنبية بشكل شائع في موانع الحمل الفموية مثل حبوب منع الحمل والعلاجات بالهرمونات البديلة بسبب تشابهها مع الهرمونات الطبيعية.
- الزراعة

تستخدم عقاقير الاستروجين الاصطناعية مثل هرمون النمو البقري (BVG) بشكل شائع لزيادة حجم الماشية وزيادة كمية اللحوم ومنتجات الألبان التي يمكن أن تأتي منها. تم استخدام الهرمونات الأجنبية أيضًا في بعض مبيدات الآفات ومبيدات الأعشاب ومبيدات الفطريات
- البلاستيك

توجد الهرمونات الأجنبية في جميع أنواع البلاستيك تقريبًا، وتظهر في العديد من المنتجات الاستهلاكية التي تستخدم عناصر بلاستيكية أو عبوات بلاستيكية. تشمل الهرمونات الأجنبية الشائعة في البلاستيك والمركبات الصناعية الأخرى بيسفينول A، والفثالات، والكلوريد متعدد الفاينيل، وثنائي الفينيل متعدد الكلور. يمكن العثور عليها في العديد من الأدوات المنزلية، بما في ذلك الأطباق والأواني البلاستيكية، والستايروفوم، والأغلفة البلاستيكية، والأرضيات، والألعاب، والأشياء الأخرى التي تحتوي على البلاستيك أو الملدنات. في عام 2000، حظرت إدارة الغذاء والدواء الأمريكية استخدام الفثالات في لعب الأطفال لأسباب صحية.
- منتجات التنظيف والتجميل

يمكن أن تحتوي العديد من المنتجات المنزلية على هرمونات أجنبية معينة، بما في ذلك منظفات الغسيل، ومنعمات الأقمشة، والصابون، والشامبو، ومعجون الأسنان، ومستحضرات التجميل، ومنتجات النظافة النسائية.

## علم الغدد الصماوية
يمكن أن تأتي الهرمونات الأجنبية من مجموعة متنوعة من المصادر، سواء كانت طبيعية أو من صنع الإنسان. غالبًا ما توجد الإستروجينات الأجنبية التي يصنعها الإنسان في مستحضرات التجميل، وبعض الأطعمة، وبعض الأدوية، والمنتجات البلاستيكية، ومثبطات اللهب، ومبيدات الآفات. تشمل الإستروجينات الأجنبية الموجود بشكل طبيعي الإستروجين النباتي (مركبات شبيهة بالإستروجين من النباتات)، والإستروجين الفطري (مركبات شبيهة بالإستروجين من الفطريات).
بينما توجد الهرمونات الأجنبية الطبيعية، لا يوجد العديد من المركبات الموجودة في الطبيعة القادرة على التفاعل مع مستقبلات الأندروجين البشرية، لذلك من المرجح أن يتلامس البشر مع الأندروجينات الأجنبية عن طريق تناول الستيرويدات الابتنائية أو من خلال الملوثات التي تحتوي على الأندروجينات الأجنبية. «مبيدات الآفات العضوية الكلورية، وثنائي الفينيل متعدد الكلور، ومركبات ثنائي بنزو الديوكسين متعددة الكلور/ثنائي بنزوفيوران» هي من مبيدات الآفات المعروفة باحتوائها على الأندروجينات الأجنبية.
عندما تتواجد بكميات زائدة داخل جسم الإنسان، يمكن أن تسبب الهرمونات الأجنبية مجموعة من المشاكل الصحية بسبب اضطرابها في جهاز الغدد الصماء. الاسم الذي يطلق على هذه الهرمونات الخارجية هو «مسببات اضطراب الغدد الصماء»، بسبب ميلها لتقليد سلوكيات هرمونات الجسم المنتجة بشكل طبيعي. تتضمن الآثار السلبية للإفراط في تناول الإستروجين الأجنبي قائمة طويلة من تشوهات النمو، خاصةً عندما يحدث التعرض خلال فترة ما بعد الولادة الحرجة. عند التعرض لمستويات عالية من الإستروجين الأجنبي بعد الولادة بفترة وجيزة، يتم إعاقة تطور الجهاز البولي التناسلي والجهاز العصبي، حيث من المعروف أنها حساسة بشكل خاص للاضطراب الهرموني.عندما يحدث التعرض خلال هذه المرحلة المبكرة من الحياة، تميل هذه التأثيرات إلى أن تكون دائمة.
تختلف عواقب التعرض المفرط للهرمونات الأجنبية في مرحلة البلوغ، وعادة ما تكون مؤقتة في طبيعتها. هذا يعني أنه يمكن التقليل من المخاطر الصحية إذا تم إبعاد الفرد عن حالة التعرض المفرط. غالبًا ما تأخذ المشكلات المرتبطة بالهرمونات الأجنبية لدى البالغين شكل زيادة خطر الإصابة بالسرطان في المناطق الجنسية التناسلية/ الثانوية (الثدي والرحم والمبيض والبروستات والخصية). يُعزى عدد الحيوانات المنوية عند الرجال والخصوبة عند النساء أيضًا إلى التعرض للهرمونات الأجنبية في مرحلة البلوغ. عندما تكون موجودة في الجسم، يمكن أن ترتبط الهرمونات الأجنبية بمستقبلات هرمون الاستروجين في الدماغ، مما يؤدي إلى اضطراب في نظام الغدد الصماء ككل. وقد لوحظ أيضًا أن مثل هذه الهرمونات تتداخل مع إنتاج البروتينات. وُجِد أيضًا أن هذه «العوامل المسببة لاضطرابات الغدد الصماء» تؤثر على مستويات وسلوكيات عدد من هرمونات الجسم الأخرى. وبسبب هذا، من الصعب إقامة علاقة نهائية بين الهرمونات الأجنبية والمشاكل الصحية، مما يجعل من الصعب التنبؤ بالآثار.

## التأثير على البشر
تشير الأبحاث إلى أن التعرض لهرمونات أجنبية معينة يمكن أن يؤدي إلى مخاطر صحية خطيرة، بما في ذلك العقم، والبلوغ المبكر، ومشاكل الغدة الدرقية، وانتباذ بطانة الرحم، وأنواع معينة من السرطانات. وقد زُعم أيضًا أن بعض أنواع الإستروجين الأجنبي، والأكثر شيوعًا الإستروجين النباتي والإستروجين الفطري يمكن أن يكون لها آثار صحية مفيدة، على الرغم من أنه لم يتضح بعد إلى أي مدى توجد فوائد أو ما إذا كانت تفوق المخاطر الصحية المحتملة لهذه المركبات. يمكن لمركبات الهرمونات الأجنبية والمركبات الأخرى المسببة لاضطرابات الغدد الصماء أن تحجب وتعطل الوظيفة الطبيعية للهرمونات وجهاز الغدد الصماء في الجسم، لذا فإن الحالات المتعلقة باختلال التوازن الهرموني أو جهاز الغدد الصماء الذي يعمل بشكل غير صحيح ممكنة بعد التعرض للهرمون. تم اكتشاف بعض الهرمونات الأجنبية في أنسجة الثدي لدى البشر المصابين بسرطان الثدي، مما يشير إلى وجود علاقة بين التعرض الإستروجين الأجنبي وسرطان الثدي. يمكن أن يحدث هذا في كل من الرجال والنساء، على الرغم من أن النساء قد يكونن أكثر عرضة للإصابة بسرطان الثدي من الهرمونات الأجنبية بسبب شعبية مستحضرات التجميل بين النساء. قد يكون الأمر كذلك أن النساء يصبن بسرطان الثدي بشكل عام أكثر من الرجال، حيث لا يوجد دليل قاطع على أن سرطانات الثدي المرتبطة بالإستروجين الأجنبي أكثر شيوعًا بين النساء من الرجال بعد التكيف مع المعدلات المختلفة لسرطان الثدي. كما ترتبط الهرمونات الأجنبية بزيادة مخاطر الإصابة بسرطان الخصية والبروستاتا والمبيض والرحم.

## المخاطر البيئية
يثير استخدام الهرمونات الأجنبية في كل من الزراعة والصناعة مخاوف بشأن تأثيرها على البيئة والصحة العامة. لوحظ أن الهرمونات الأجنبية تلوث الطعام والماء من خلال استخدام المبيدات الحشرية والعلاجات الهرمونية في الماشية والتعبئة البلاستيكية مثل زجاجات المياه. بالإضافة إلى أنها تشكل تهديدات صحية للإنسان، فإن المواد الكيميائية المخلّة بعمل الغدد الصماء والهرمونات الأجنبية تشكل أيضًا مخاطر صحية على الحياة البرية. على سبيل المثال، يمكن لثنائي الفينيل متعدد الكلور أن يعيق نمو الجنين الحيواني، ويسبب تغيرات في استجابة الحيوان للإجهاد، ويسبب أمراض الغدة الدرقية ووظائف المناعة. تشكل المواد البلاستيكية على وجه التحديد تهديدًا بيئيًا جديرًا بالثناء نظرًا لحقيقة أن العديد منها لا يتحلل. يمكن أن تلوث الهرمونات الأجنبية في القمامة البلاستيكية مصادر المياه الطبيعية وتعريض كل من البشر والحياة البرية لمجموعة متنوعة من المواد الكيميائية المعيقة لعمل الغدد الصماء.
نظرًا لأن الهرمونات الأجنبية مثل البيسفينول A قد أظهرت مخاوف صحية للإنسان والحيوان، فقد أجرت كل من وكالة حماية البيئة وإدارة الغذاء والدواء أبحاثًا وأصدرت بيانات ولوائح لتقليل تأثيرها على الصحة العامة والبيئة. في مارس 2010، نشرت وكالة حماية البيئة «خطة عمل بيسفينول A»، والتي توضح بالتفصيل التدابير للحد من تأثير البيسفينول A على الأنواع المائية. تتضمن هذه التدابير تحديد بيسفينول A على أنه «مادة قد تشكل خطرًا غير معقول للإصابة بالبيئة» وإدخال لوائح جديدة لتقليل التأثير البيئي لهرمونات كيميائية مثل البيسفينول A.